# Charles-François Dumouriez
Charles-François Dumouriez, francoski general, * 25. januar 1739, Cambrai, Francija, † 14. marec 1823, Turville Park, Anglija.

## Življenjepis
Dumouriez je vodil francoske sile do zmage v bitki pri Valmyju 20. septembra 1792.